# Rubus queenslandicus
Rubus queenslandicus är en rosväxtart som beskrevs av Anthony R. Bean. Rubus queenslandicus ingår i släktet rubusar, och familjen rosväxter. Inga underarter finns listade i Catalogue of Life.